# آلینا دومیترو
آلینا دومیترو (رومانیایی: Alina Dumitru؛ زادهٔ ۳۰ اوت ۱۹۸۲) جودوکار اهل رومانی است که در مسابقات کشوری و بین‌المللی در مجموع برندهٔ ۹ مدال طلا، ۱ مدال نقره، ۴ مدال برنز شده‌است.